# Jagiellonen-Universität
Die Jagiellonen-Universität in Krakau (auch Jagellonen-Universität; polnisch Uniwersytet Jagielloński (UJ), lateinisch Universitas Jagellonica Cracoviensis) wurde 1364 vom polnischen König Kasimir dem Großen als Studium Generale gegründet. 1817 erfolgte die Umbenennung in den heutigen Namen. Sie ist die älteste slawische, zweitälteste mitteleuropäische und eine der ältesten Universitäten Europas. Zu ihren berühmtesten Studenten zählen der Astronom Nikolaus Kopernikus und Papst Johannes Paul II.
Ab 2021 platzierte das CWTS Leiden Ranking, das den Einblick in die wissenschaftliche Leistung von mehr als 1200 Universitäten weltweit berücksichtigt, die Jagiellonen-Universität weltweit auf Platz 250, regional auf Platz 74 und national auf Platz 1.

## Geschichte
Nach der Zustimmung von Papst Urban V. wurde die Universität von König Kasimir dem Großen durch Einführung des Studium Generale erstmals 1364 als zweite Universität Mitteleuropas nach der Karls-Universität Prag ins Leben gerufen. Nach dem Tod des Königs stagnierte die Entwicklung, sie wurde erst wieder ca. 1400 forciert, auch durch den Bau des späteren Collegium Maius. Die Universität bekam eine für diese Zeit ungewöhnliche weltliche Prägung mit den Fakultäten Philosophie, Theologie, Rechtswissenschaften und Medizin.

### Einrichtung der Wissenschaften im 15. Jahrhundert, Reformation

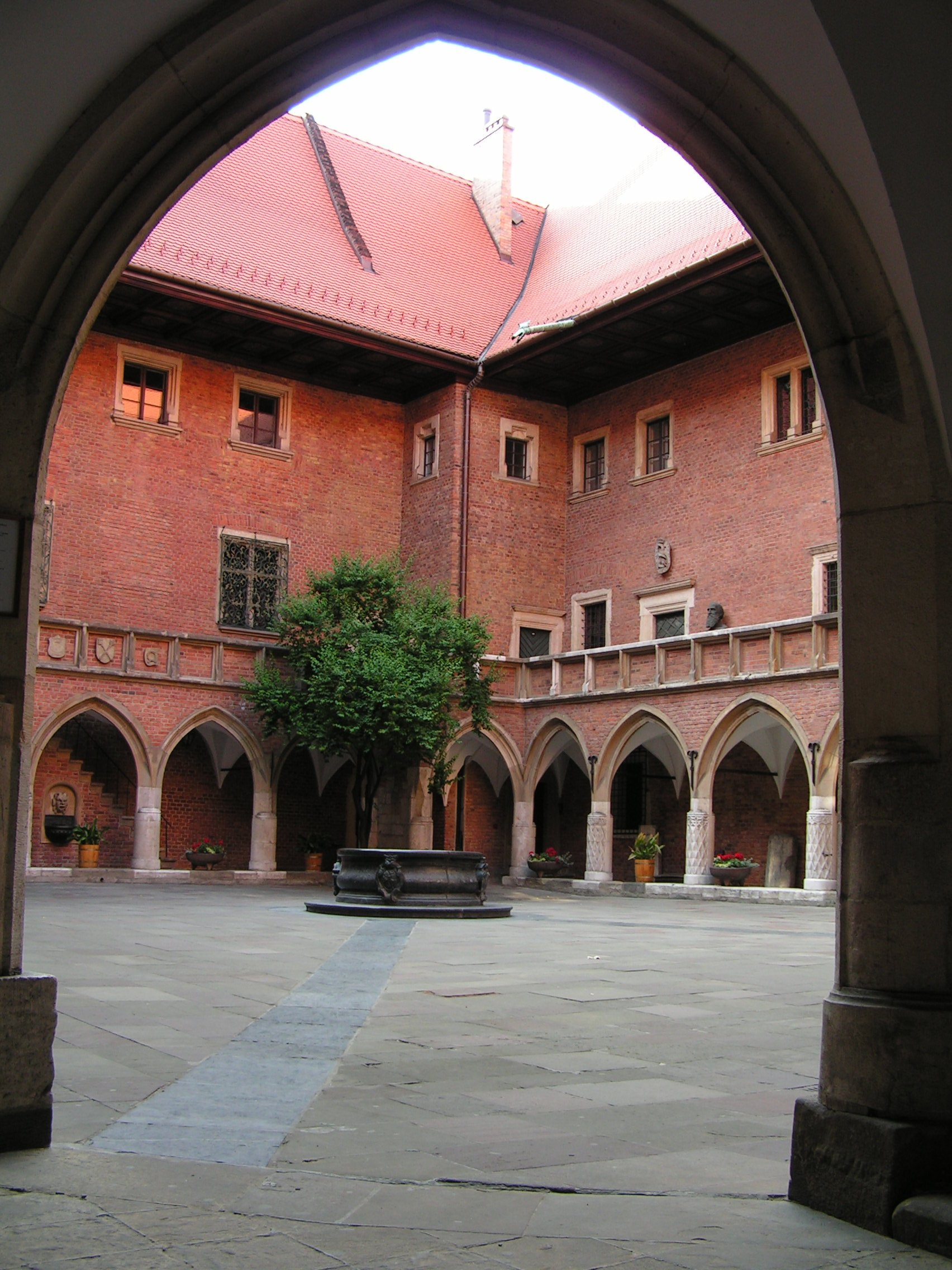
Innenhof des alten Hauptgebäudes (Collegium Maius)

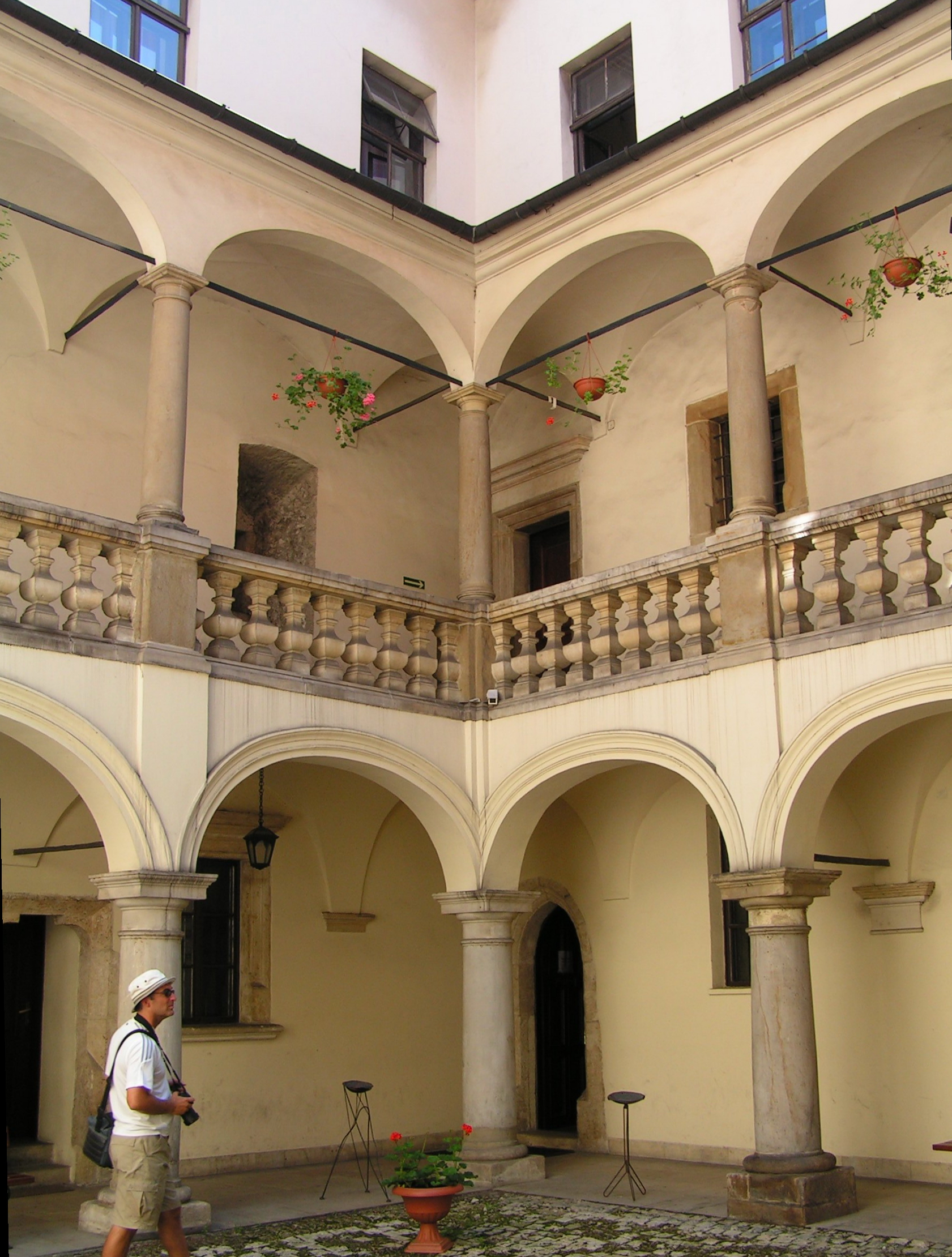
Collegium Iuridicum

Schon im Jahre 1409 hatte Universitätsprofessor Johann Ysner ein Heim für arme Studenten eingerichtet. Er kaufte dazu ein Haus von Johann Statschreiber, welches neben Andreas Brenners Haus stand.
Mit dem Wiederbeginn der Universität wurden Wissenschaften unter Leitung von Professoren aus Böhmen und Deutschland eingerichtet. Es kamen Johann von Schelling von Glogau, Thomas Murner, Rudolf Agricola, Konrad Celtes, Benedikt Hesse, Johann von Sommerfeld, Georg Schmed, Laurenz Rabe (Corvinus), Bartholomäus Stein, Bernhard Feyge, Michael von Sternberg, Georg Weihrauch, Valentin Eck, Sebastian Steinhofer und viele andere mehr im 15. und in der ersten Hälfte des 16. Jahrhunderts. Ebenso kamen Studenten aus anderen Ländern Europas, wie Leonard Cox, um in der berühmt gewordenen Universität studieren zu können. Einer der bekanntesten Studenten war der spätere Astronom Nikolaus Kopernikus, der Mitte der 1490er Jahre hier ohne Abschluss Mathematik und Astronomie studierte. Die Professoren Albert Blar aus Masowien und Stanislaus Selig aus Krakau lehrten diese Fächer. Johann Bär kam gleichfalls aus Krakau. Zur gleichen Zeit der deutschen Professoren in den Karpatenländern kamen ebenfalls die reisenden Buchdrucker, von denen sich einige fest in Krakau etablierten und wie Kaspar Straube, später Johann Haller, Schweipolt Fiol und Hieronymus Vietor den Buchdruck in Polen begannen. Während der Reformation verließen viele Krakau aufgrund von strikten Anti-Reformationsdekreten (Gegenreformation). So verlor die Universität an Zuspruch, die Rekordzahl von 3215 Studenten vor 1510 konnte erst Jahrhunderte später wieder erreicht werden.
Zum Ende des 18. Jahrhunderts, als mit dem Verfall des Staates auch die Universität an Renommee verloren hatte, verhalf Hugo Kołłątaj (1750–1812), Priester und Rektor der Universität, durch umfassende Reformen dieser Lehranstalt zu neuer wissenschaftlicher Bedeutung und Anerkennung. Er ersetzte Latein als Lehrsprache durch Polnisch. Die Universität gründete moderne Kliniken und Laboratorien und ein modernes astronomisches Observatorium wurde eingerichtet. Im selben Zeitraum wurde ein großzügiger botanischer Garten angelegt.

### 18. Jahrhundert
Zum Ende des 18. Jahrhunderts zerfiel das polnische Königreich, Österreichische Truppen hielten Einzug. Im Jahre 1817 hat die durch den Wiener Kongress ausgerufene Freie Stadt Krakau die Krakauer Universität zur Jagiellonen-Universität (Uniwersytet Jagielloński) umbenannt, nach den aus Litauen stammenden Jagiellonen.

### 19. Jahrhundert
Infolge des Krakauer Aufstandes von 1846 wurde Krakau vollständiger Teil der Habsburgermonarchie. Von der durch Österreich 1853 begonnenen „Germanisierung“ bis zur Wiederzulassung der polnischen Sprache an der Universität 1861 war die Unterrichtssprache Deutsch verpflichtend. Überlegungen, die Universität aufgrund der politischen Aktionen zu schließen, wurden durch ein Kaiserdekret beendet. Es wurde in neue Gebäude investiert (Collegium Novum, 1887) und bis 1918 in deutscher und polnischer Sprache geforscht und unterrichtet.
Im Königreich Galizien und Lodomerien (1861–1918) verfügte der Rektor der Hochschule über eine Virilstimme im Galizischen Landtag. Der erste war Joseph Dietl.
Die im Collegium Maius befindliche Jagiellonische Bibliothek wurde im 19. Jahrhundert umfassend inventarisiert.

### 20. Jahrhundert

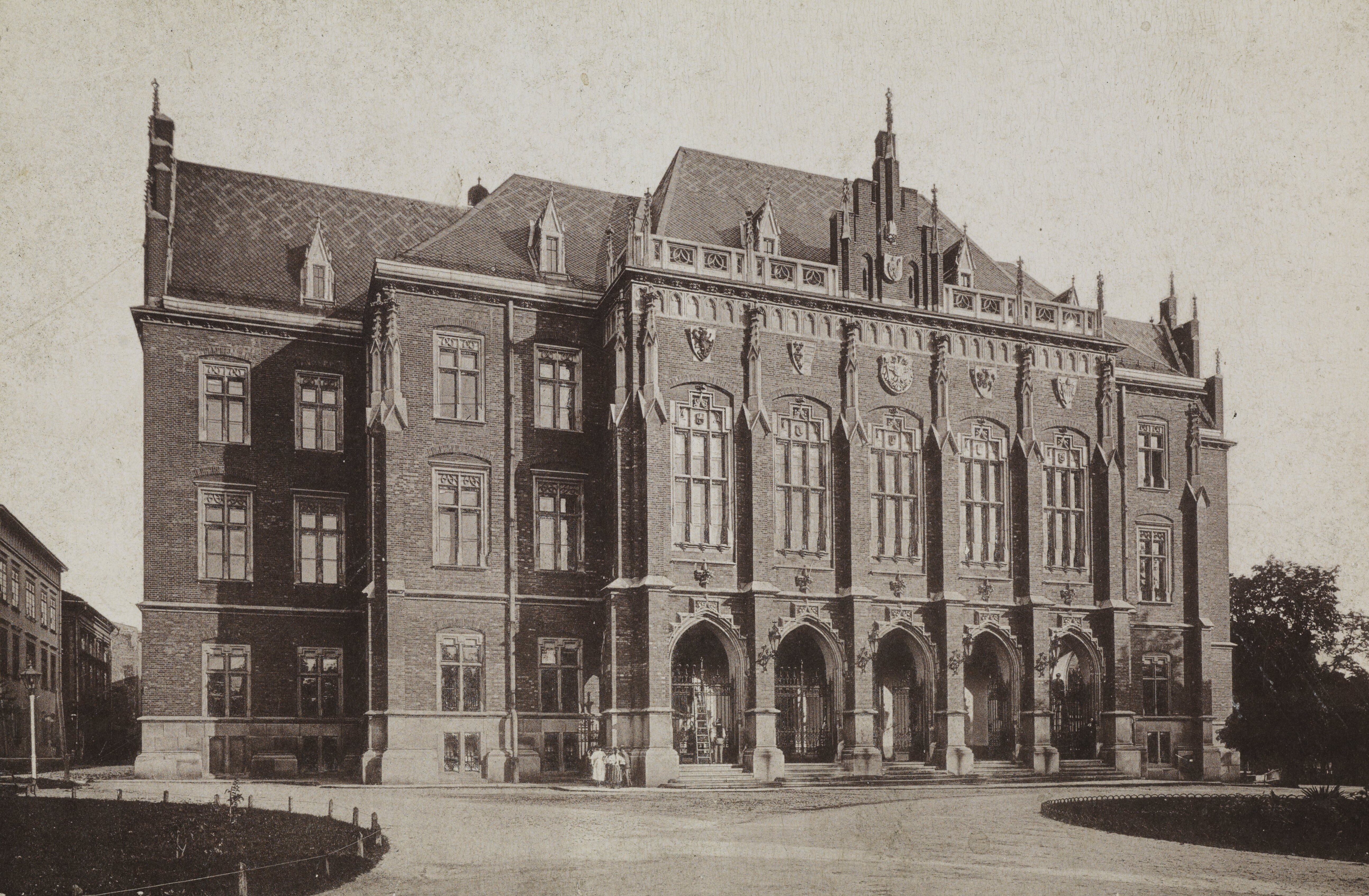
Die Universität um 1900

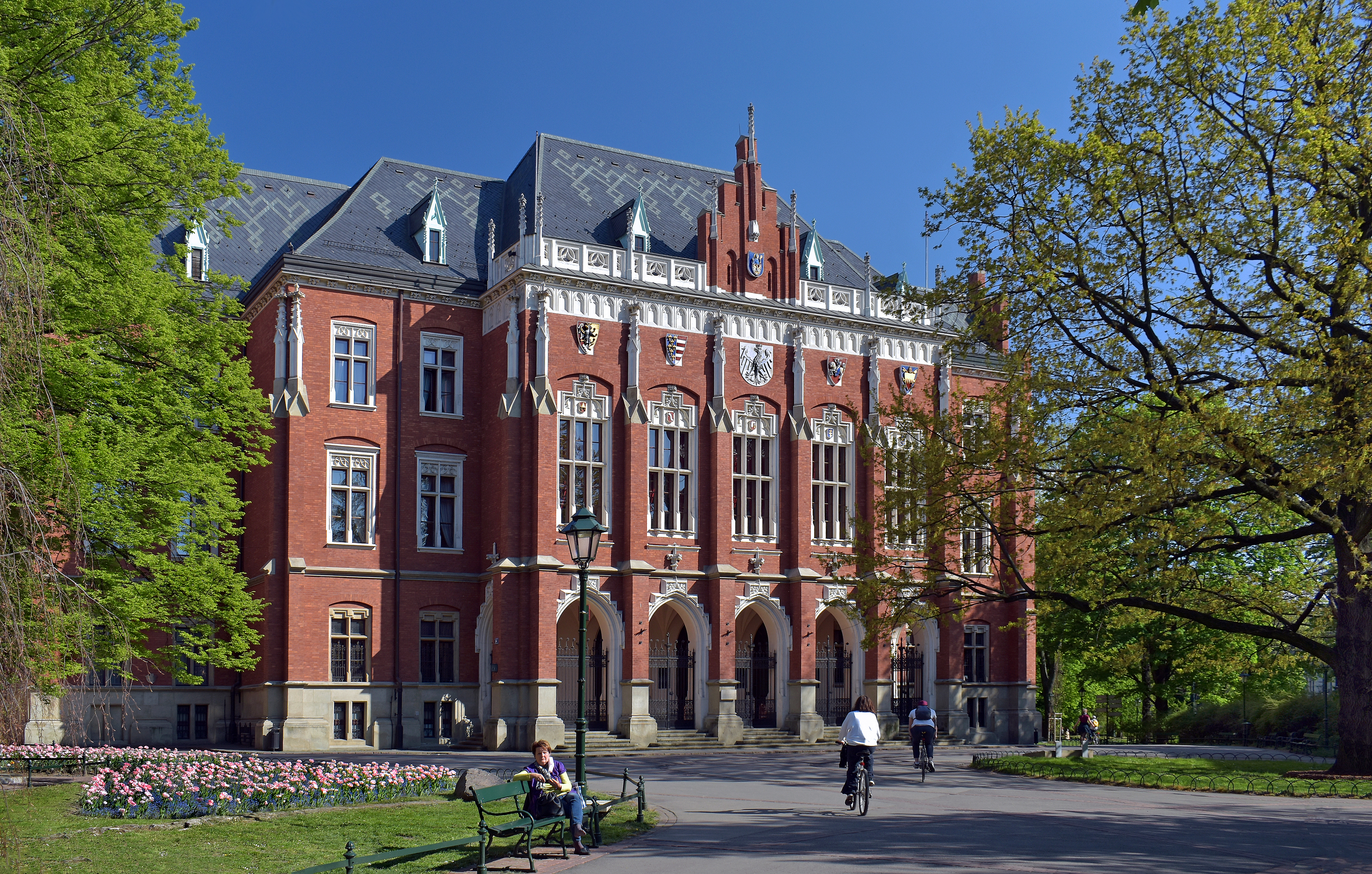
Collegium Novum

Mit der Gründung der Zweiten Polnischen Republik endete die deutschsprachige Tradition der Universität. In der Medizin hatte Joseph Dietl schon in den 1850er Jahren die polnische Sprache eingeführt.
Helena Willman-Grabowska (seit 1928) und Jadwiga Wołoszyńska (seit 1932) waren bis 1945 die ersten und einzigen Professorinnen in der Geschichte der Universität.
Nach dem Überfall auf Polen begann die Gestapo im November 1939 mit der Verhaftung polnischer Professoren und vieler Universitätsmitarbeiter, die in KZ deportiert wurden, um die polnischen Eliten auszulöschen. Während der Sonderaktion Krakau wurden 183 Hochschullehrer verhaftet und die meisten von ihnen in Konzentrationslager verschleppt. Die Bestände der Universität wurden konfisziert und der Lehrbetrieb untersagt. Dessen ungeachtet wurde im Untergrund mit ca. 800 Hörern ein Lehrbetrieb fortgesetzt. Die Bibliothek war ab 1940 in einem 1931 neu errichteten Gebäude an der Mickiewicz-Allee untergebracht.
Zeugnisse dieser langen Geschichte der Universität sind im Museum des Collegium Maius, des ältesten erhalten gebliebenen Gebäudes der Krakauer Jagiellonen-Universität, zu betrachten. Der gotische Arkadenhof, die steilen Dächer und die kleinen Details (wie die Gesichter der Regenrinnen) sind schöne Beispiele der Architektur des 14. Jahrhunderts. Der südwestliche Teil der Altstadt ist stark von der Universität geprägt. Kollegs und Verwaltungsgebäude liegen dicht beieinander. Das Collegium Novum, das heute als Hauptgebäude der Universität dient, ist ein bedeutendes neugotisches Bauwerk.

## Heutiges Profil
Die Krakauer Jagiellonen-Universität ist heute mit ca. 40.000 Studenten die zweitgrößte in Polen. Seit dem akademischen Jahr 2005/2006 wird das neue Auditorium maximum sowohl für Lehrveranstaltungen als auch für internationale Kongresse genutzt. Der hochmoderne Prestigebau wurde zum Teil mit Unterstützung der Europäischen Union finanziert.
Bis ursprünglich 2010 sollte der Campus der 600-jährigen Erneuerung (auch 3. Campus genannt) fertiggestellt werden. Er befindet sich vier Kilometer südlich des Stadtzentrums. Die Nähe zum Krakauer Technologiepark ist bewusst gewählt, um eine Infrastruktur für Forschung auf dem Gebiet der Zukunftstechnologien zu etablieren. Einige Institute sind bereits seit 2004 auf dem neuen Campus angesiedelt.
Zusätzlich zu den zahlreichen Neubauten werden an der Jagiellonen-Universität zunehmend Bachelor- und Master-Studiengänge in englischer Sprache angeboten, um mehr ausländische Studenten anzuwerben. Diese sind im Gegensatz zu den polnischsprachigen Studiengängen in der Regel kostenpflichtig.
Die Jagiellonen-Universität ist Mitglied der 1985 gegründeten Coimbra-Gruppe, eines Netzwerks führender europäischer Universitäten mit langjähriger Tradition.
Seit 1996 wird von der Hochschule die Monatszeitschrift Alma Mater herausgegeben, die in polnischer Sprache über die Geschichte und
die aktuellen Entwicklungen der Universität informiert.
Die Universität ist seit 4. Oktober 2010 Anteilseigner an der FAIR GmbH, Facility for Antiproton and Ion Research, eine internationale Beschleuniger-Anlage zur Forschung mit Antiprotonen und Ionen, die in Darmstadt gebaut wird.

### Sommerakademie
Die Sommerakademie der Schule der polnischen Sprache und Kultur (polnisch Szkoła Języka i Kultury Polskiej) ist eine selbständige Einheit im Zentrum der polnischen Sprache und Kultur in der Welt, an der Fakultät für Polonistik der Jagiellonen-Universität.
Die 1969 gegründete Akademie veranstaltet jährlich 3-, 4- und 6-wöchige Kurse der polnischen Sprache und Kultur. Im Sommer 2005 nahmen hieran knapp 600 Personen teil, zwei Drittel der Teilnehmer stammten aus den USA, hiervon viele mit polnischem familiären Hintergrund. Die zweitgrößte Gruppe stellten Deutsche mit 86.
Neben einer intensiven Einführung in die polnische Sprache zeichnet sich die Sommerakademie durch ein umfassendes kulturelles Angebot aus. Hierzu zählen Besuche von Museen und Theatern sowie Ausflüge in das Krakauer Umland, in das Salzbergwerk Wieliczka und in das ehemalige KZ Auschwitz.
2000 wurde die Sommerakademie für ihren Beitrag zur Promotion der polnischen Kultur im Ausland mit einer Auszeichnung des polnischen Auswärtigen Amtes honoriert.

## Fakultäten

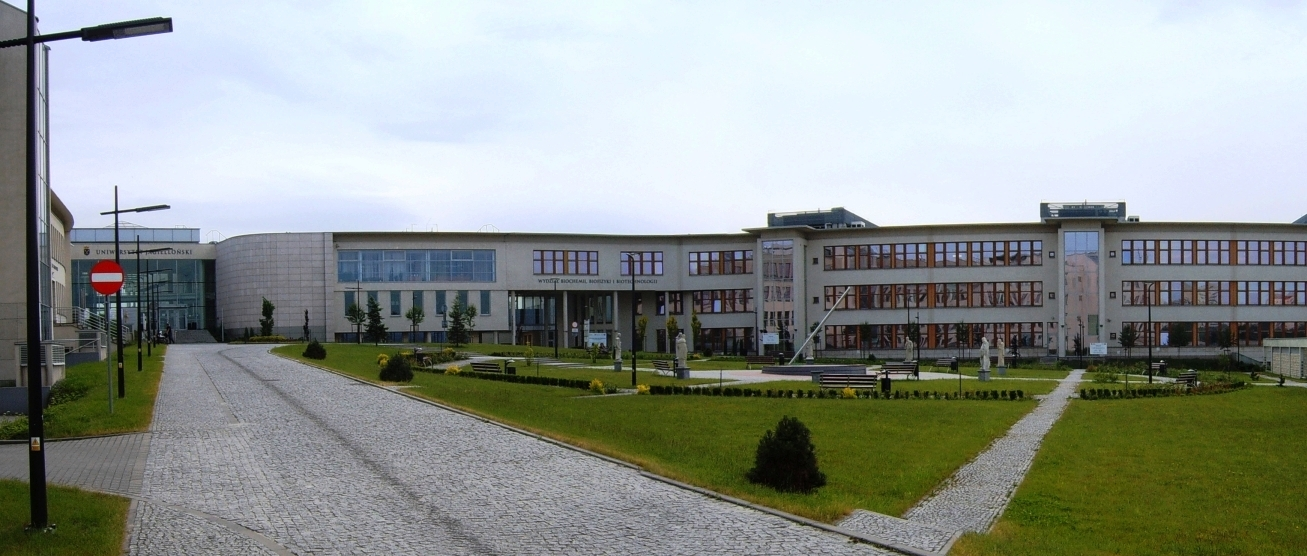
Teil des 3. Kampus der UJ

3. Kampus der UJ innerhalb von Krakau

Die Universität gliedert sich heute in 15 Fakultäten:
- Fakultät für Rechtswissenschaften und Verwaltung
- Fakultät für Medizin „Collegium Medicum“ (seit 1993 eingegliedert, davor eigenständig)
- Fakultät für Pharmazie
- Fakultät für Gesundheitswissenschaften
- Fakultät für Philosophie
- Fakultät für Geschichtswissenschaften
- Fakultät für Philologie
- Fakultät für Polonistik
- Fakultät für Physik, Astronomie und angewandte Informatik
- Fakultät für Mathematik und Informatik
- Fakultät für Chemie
- Fakultät für Biologie und Geowissenschaften
- Fakultät für Management und Kommunikationswissenschaften
- Fakultät für Internationale und Politische Lehre
- Fakultät für Biochemie, Biophysik und Biotechnologie

## Bekannte Absolventen

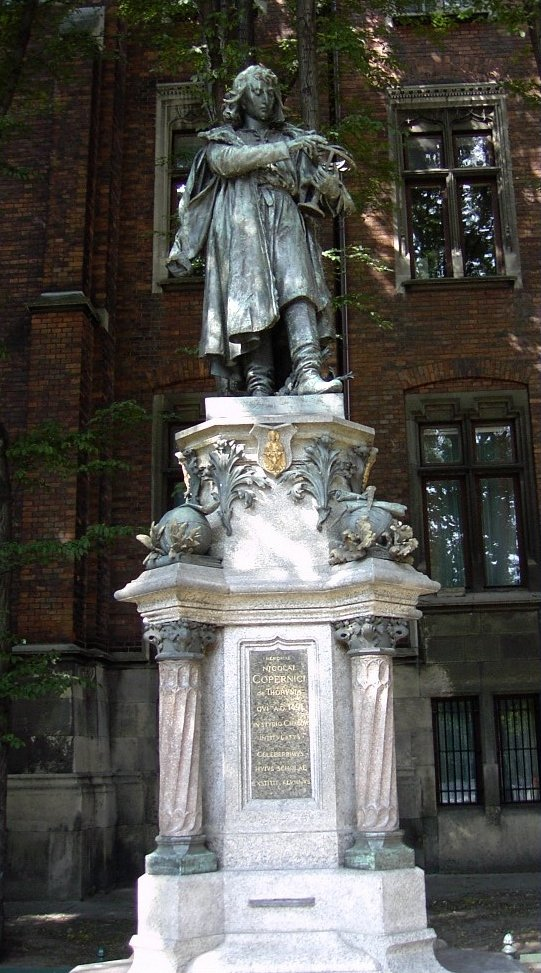
Statue von Nikolaus Kopernikus vor der Jagiellonen-Universität

- Paweł Włodkowic (um 1370–1435), Jurist, Schriftsteller und Diplomat
- Dominikus von Preußen (1384–1460), Kartäuser, Schöpfer des Rosenkranzgebetes
- Stephan Rosinus (1470–1548), deutscher Humanist, Hochschullehrer und Diplomat
- Kasper Niesiecki (1682–1744), Jesuit
- Ignacy Łukasiewicz (1822–1882), Chemiker, Apotheker und Erfinder
- Karol Olszewski (1846–1915), Chemiker, Mathematiker und Physiker
- Kazimierz Gałecki (1863–1941), Politiker und Diplomat
- Helena Krzemieniewska (1878–1966), Botanikerin,  Mikrobiologin und Hochschullehrerin
- Bronisław Malinowski (1884–1942), Sozialanthropologe
- Alodia Kawecka-Gryczowa (1903–1990), Historikerin und Bibliothekarin
- Leo Sternbach (1908–2005), US-amerikanischer Chemiker und Pharmazeut
- Manfred Lachs (1914–1993), Diplomat, Rechtswissenschaftler, Hochschullehrer und Richter am Internationalen Gerichtshof
- Karol Wojtyła (1920–2005), der spätere Papst Johannes Paul II.
- Stanisław Lem (1921–2006), Philosoph, Essayist und Science-Fiction-Autor
- Anna Morawska (1922–1972), Publizistin, Übersetzerin und Schriftstellerin
- Wisława Szymborska (1923–2012), Lyrikerin, Nobelpreisträgerin für Literatur 1996
- Bogusław Sonik (* 1953), Politiker, MdEP
- Andrzej Duda (* 1972), gewählter Präsident der Republik Polen
- Wojciech Macyk (* 1973), Chemiker und Leiter der Abteilung Anorganische Chemie an der Fakultät für Chemie der Jagiellonen-Universität
- Holm Putzke (* 1973), deutscher Rechtswissenschaftler, Professor an der Universität Passau